# Gouvernement Bur Saʿid
Bur Saʿid (arabisch محافظة بور سعيد Muhāfazat Būr Saʿīd, DMG Muḥāfaẓat Būr Saʿīd, ägyptisch-Arabisch Muḥāfẓet Būr Sa‘īd), auch Port Said, ist ein Gouvernement in Ägypten mit 749.371 Einwohnern.
Es grenzt im Norden an das Mittelmeer, im Süden an das Gouvernement al-Ismaʿiliyya und im Westen an die Gouvernements asch-Scharqiyya und ad-Daqahliyya. Verwaltungszentrum ist die Stadt Port Said.

## Wirtschaft
Um den Handel zu fördern, erklärte Anwar as-Sadat während seiner Präsidentschaft die Region zur zollfreien Zone. Das Gouvernement ist ein bedeutender Umschlagplatz für den Handel und importiert sowie exportiert jährlich Millionen Tonnen an Waren. Auch der Tourismus wird in der Region gefördert.